# Meuselwitz
Meuselwitz è una città tedesca di 9 897 abitanti situata nel circondario dell'Altenburger Land in Turingia.